# Fiorenzo, il terzo uomo
Fiorenzo, il terzo uomo è un film italiano del 1951 diretto da Stefano Canzio.
Il film è un documentario sportivo, intervallato da alcune scene comiche. Il titolo fa riferimento al soprannome del ciclista Fiorenzo Magni, vincitore di tre Giri d'Italia, tra cui proprio quello del 1951.

## Trama
È un documentario sul 34º Giro d'Italia, intervallato da sketch comici di Aldo Fabrizi, Renato Rascel, Nino Taranto e Mario Siletti e con il complesso dei "Giringiro".